# Карл Фелікс
Карл-Фелікс (італ.: Карло-Феліче; італ. Carlo Felice; 6 квітня 1765, Турин, П'ємонт — 27 квітня 1831, Турин) — сардинський король в 1821—1831 роках, четвертий син Віктора Амадея III

## Життєпис
Карл-Фелікс народився 1765 року. Молодший син короля, герцог Генуезький, як його звали в юності, не розраховував успадкувати корону. Дитинство провів у замку Монкальєрі разом із сестрою Марією-Кароліною. Відлюдкуватий характер, відраза до світських розваг і любов до самотності привертали його до кар'єри католицького прелата. Після завоювання П'ємонту французькими військами Карл-Фелікс став іменуватися маркграфом (маркізом) Сузи.
Коли Карл-Фелікс жив у Модені, до нього прийшла звістка про те, що старший брат Віктор-Емануїл I відрікся від престолу в результаті революції 1821 року. За салічними законами Савойського дому дочки Віктора-Емануїла були відсторонені від спадщини, і престол перейшов до Карла-Фелікса, який, не маючи власних дітей, поспішив призначити регентом родича, який перебував у Турині (наступного в лінії успадкування престолу) — Карла-Альберта Каріньянського.
23 жовтня 1822 року був нагороджений орденом Св. Андрія Первозванного. Під час перебування у бунтівному Турині регент пообіцяв дарувати народу конституцію, чим розгнівав Карла-Фелікса, який спішно відкликав його повноваження. Аби придушити заворушення, король звернувся по допомогу до Клемента фон Меттерніха. Повстанців розбили австрійці, у супроводі яких Карл-Фелікс нарешті увійшов до Турина.
Слідом за тим революція була придушена шляхом позасудових розправ; створена за наполяганням короля надзвичайна комісія винесла близько ста смертних вироків. Новий король мав огиду до своєї столиці як до гнізда зради й відтоді приїжджав туди тільки на початку театрального сезону, уважаючи за краще жити в заміських замках і в Генуї.
Правління Карла-Фелікса загалом було реакційним, хоча він намагався реформувати правову систему, усвідомлюючи її суперечливість і недосконалість. Підтримував розвиток п'ємонтської металургії, проводив політику протекціонізму. Для збуту продукції місцевих фабрик реконструював порт у Ніцці. При ньому було побудовано дорогу від Кальярі до Сассарі. У 1825 році п'ємонтські кораблі здійснили напад на порт Триполі. На згадку про своє правління залишив Турину театр Карло Феліче і Єгипетський музей.

## Родина
З 1807 року був одружений з Марією-Крістіною Бурбон-Сицилійською (1779—1849), донькою короля Обох Сицилій Фердинанда I. Дітей у подружжя не було. Подружжя поховано у відновленому ними абатстві Откомб на території Франції.